# Терновка (Кировоградская область)
Терно́вка (укр. Тернівка) — село в Подвысоцкой сельской общине Голованевского района Кировоградской области Украины.
До 2020 года входило в Новоархангельский район
Население по переписи 2001 года составляло 984 человека. Почтовый индекс — 26131. Телефонный код — 5255. Код КОАТУУ — 3523687001.